# Dartmoorponny
Dartmoorponnyn är en hästras i ponnystorlek som härstammar från Dartmoor i grevskapet Devon, England. Det är en av Englands äldsta raser och än idag lever en flock i halvvilt tillstånd på Dartmoorhedarna även om majoriteten av världens Dartmoorponnyer föds upp privat och lever uppstallade och helt tama. I fångenskap har Dartmoorponnyn blivit populär som ridhäst för barn. 

## Historia
Första gången Dartmoorponnyerna står omskrivna är i ett testamente från år 1012 av ärkebiskopen Aelfwold of Crediton. Dartmoorhedarna blev senare under medeltiden kunglig jaktmark vilket gav traktens bönder rätt att låta ponnyerna beta på Dartmoorheden mot en liten slant. Denna rätt finns kvar ännu idag.
Dartmoorponnyn liknar på flera sätt sin granne i norr, exmoorponnyn. De är helt säkert besläktade med varandra, men medan exmoorponnyn varit isolerad har dartmoorponnyn tillförts främmande blod och genom det fått en ridhästs långa linjer och rörelser. Dartmoorponnyns förflutna är dock något brokig men de anses härstamma från de hästar som fördes till Storbritannien av kelterna och sedan även under den romerska ockupationen. 
Under den industriella revolutionen från slutet av 1700-talet fram till mitten av 1800-talet led Dartmoorponnyerna av svår utavel med andra raser. Många Dartmoorponnyer korsades med de mycket mindre skotska Shetlandsponnyerna för att få fram lämpliga små ponnyer till gruvarbetena. Detta skedde bland annat genom att man helt enkelt släppte ut Shetlandsponnyerna på hedarna och de avkommor som inte användes fick gå kvar vilket ledde till att flera generationer av Dartmoorponnyerna influerades av inkorsningen. En del dartmoorponnyer korsades även med större arbetshästar och körhästar som Hackneyhästen, samt även Engelskt fullblod för att få fram transportdjur. Antalet renrasiga Dartmoorponnyer sjönk drastiskt. Inkorsningar i dartmooraveln blev allt vanligare i slutet av 1800-talet. Detta ledde även till att ridhästtypen av Dartmoor nästan helt försvann och man var tvungen att rädda rasen med hjälp av inkorsning med Welshponnyer, Fellponny och en poloponny vid namn Lord Polo.
Då det inte fanns någon rasstandard eller gemensamt avelsmål bidrog detta också till oreda i aveln. Detta gällde dock inte endast dartmooraveln, och därför satte Polo och Ridponnyföreningen år 1898 upp lokala kommittéer för varje ponnyras. Kommittéerna skulle sätta upp en rasstandard och inleda stamboksavsnitt i föreningens stambok för sin respektive ras. Deras beskrivning av dartmoor var så gott som identisk med dagens ponny sånär som på höjden, vilken sänktes i början av 1920-talet. Nu fanns det hela tre större hjordar med vilda Dartmoorponnyer. 
Störst inflytande på Dartmoorponnyns utveckling hade en liten hingst vid namn Leat som var son till arabiskt fullblodssto vid namn Dwarka och en hingst som var korsning mellan hackneyhäst och dartmoor, född 1922. Dwarka hade fötts upp av miss Sylvia Calmady-Hamlyn som var hederssekreterare i Dartmoor Pony Society under 32 år. Leats dotter Juliet IV blev senare mor till den mest kände Dartmoorhingsten genom tiderna då hon betäcktes av en Welshhingst vid namn Dinarth Spark. Det lilla hingstfölet som föddes 1941 var helt svart och kallades Jude. I stort sett alla Dartmoorponnyer som registrerats kan spåras tillbaka till Jude. 
Under andra världskriget användes Dartmoorheden till militära övningar, vilket påverkade Dartmoorponnyerna så negativt att de var nära att dö ut. Några hängivna uppfödare valde dock ändå att satsa på Dartmoorponnyerna och lyckades rädda rasen från att helt dö ut. Även om det inte fanns några större vilda hjordar så satsade de privata stuterierna på rasen och denna uppfödning är idag det vanligaste sättet även om det idag finns några halvvilda ponnyer på hedarna. 
Under 1960-talet kom de första större importerna av Dartmoorponny till Sverige då Kolmårdens djurpark köpte in några hästar från Danmark. 1982 importerades den första hingsten och han godkändes till avel 1985 och samma år bildades Svenska Dartmoorsällskapet. Idag finns ca 300 dartmoorponnyer i Sverige.

## Egenskaper

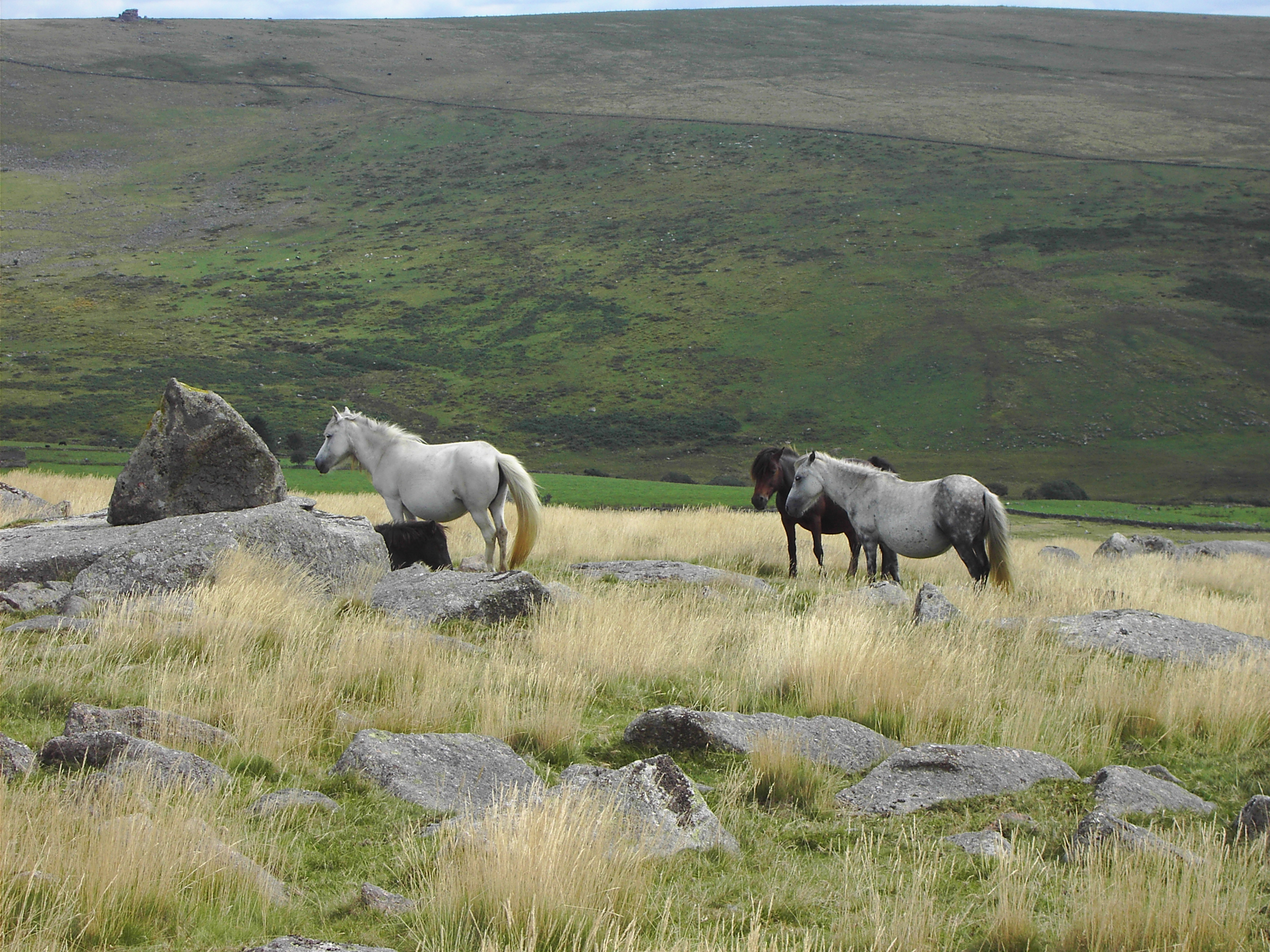
Trots att Dartmoorponnyn främst avlas och hålls privat så finns det halvvilda stammar av Dartmoorponnyer kvar på hedarna i Dartmoor.

De vanligaste färgerna hos Dartmoorponnyn är brun, mörkbrun och svart, men det förekommer också skimmel och fux, nu har man även genom newtakes kunnat återfå färgen konstantskimmel in i rasen igen och på hedarna finns även skäckfärgade ponnyer. Tidigare har det funnits gulbrun och isabell, men dessa färger finns inte längre. Vita tecken är tillåtet, men de skall vara så små som möjligt. Den får högst ha en mankhöjd på 127 cm. 
Dartmoorponnyn ger ett välbalanserat intryck och har god resning, den skall vara byggd som en ridponny för barn, ha gott skelett och vara av god ponnytyp. Detta innebär att den har litet huvud med rak nosprofil, bred panna, små, spetsade öron, kraftig pannlugg och en vaken blick. Rasen har en välproportionerad, muskulös hals som inte får vara för tjock. Hingstar skall ha en liten "krök på nacken". Välutvecklad manke, medellång rygg, muskelfyllt, brett och sluttande kors samt väl ansatt svans. Väl liggande, långt bogparti, brett och djupt bröst, samt spänstig buk. Smäckra, starka, torra och välmusklade ben. Välskapta hovar med hårt hovhorn. 
Dartmoorponnyn är stark och härdig och har ett pålitligt lynne vilket gör den till en idealisk barnponny. Aktionen är ridhästaktig med mindre knäaktion än hos andra liknande ponnyraser. Rasen har stor hoppförmåga men är en riktig allroundponny som även kan köras. Fritt strövande hästar finns idag på Dartmoorheden, men ponnyerna föds även upp privat.